# Sahra Wagenknecht
Sahra Wagenknecht [ˌzaːʁaː ˈvaːɡn̩ˌknɛçt], née le 16 juillet 1969 à Iéna, est une femme politique allemande. Elle est députée au Bundestag de 2009 à 2025. Représentant une tendance de l'aile gauche du parti Die Linke, elle en a été vice-présidente jusqu'en 2015, et a co-présidé son groupe parlementaire de 2015 à 2019.
En octobre 2023, elle quitte Die Linke et fonde une association, l'Alliance Sahra Wagenknecht qui est transformée en un parti politique en janvier 2024.

## Biographie

### Enfance et études
Sahra Wagenknecht est née le 16 juillet 1969 à Iéna, en République démocratique allemande d'une mère distributrice d’œuvres artistiques au nom de l’État, et d'un père iranien qu'elle n'a jamais rencontré. Elle a été élevée dans un premier temps par ses grands-parents, jusqu'en 1976 lorsqu’avec sa mère, elles déménagent à Berlin-Est. Elle adhère ensuite à la Jeunesse libre allemande (FDJ). Elle obtient son diplôme de fin d'études secondaires en 1988 et rejoint le Parti socialiste unifié d'Allemagne (SED) au début de l'année 1989,,.
De 1990 à 1996, elle étudie la philosophie et la nouvelle littérature allemande à Iéna, Berlin et Groningue. Elle soutient une thèse portant sur l'interprétation de Georg Wilhelm Friedrich Hegel par le jeune Karl Marx. Le texte de la thèse est publié sous forme d'ouvrage en 1997.

### Vie personnelle
Sahra Wagenknecht épouse Ralph-Thomas Niemeyer en mai 1997. Toutefois, le 12 novembre 2011, Oskar Lafontaine admet publiquement que lui et Wagenknecht sont devenus des « amis proches », tous deux ayant quitté leur conjoint respectif. Ils se marient le 22 décembre 2014.

### Carrière politique

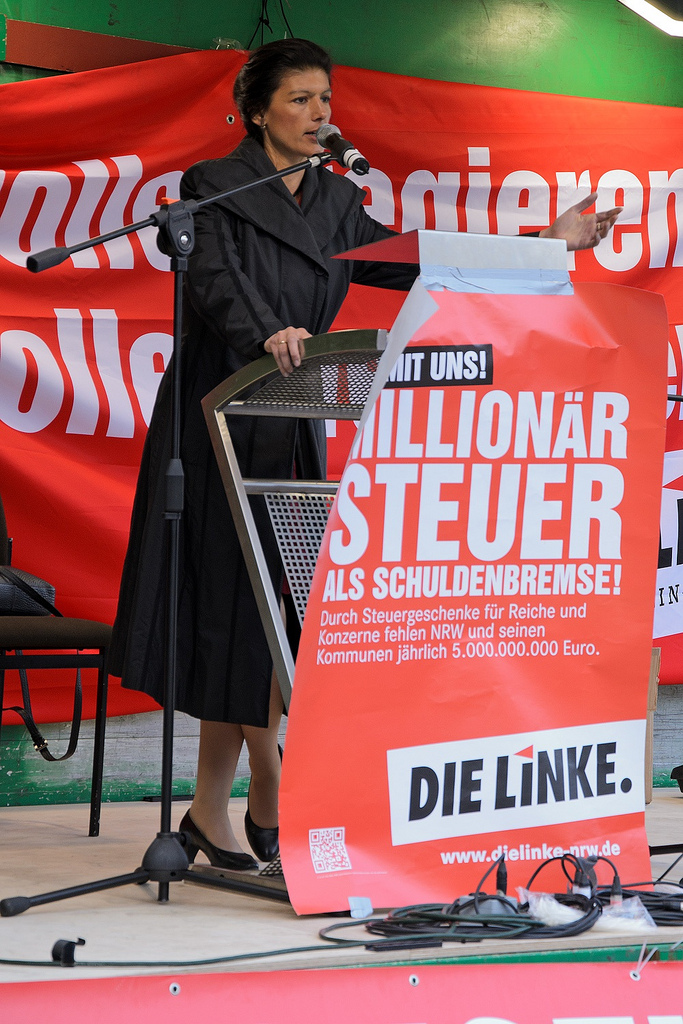
En meeting pour Die Linke en 2012.

Après la chute du mur de Berlin et la transformation du SED en Parti du socialisme démocratique (PDS), Sahra Wagenknecht devient membre du comité national du nouveau parti en 1991. Elle rejoint dans le même temps la Plate-forme communiste, un courant du PDS incarnant une forme d'orthodoxie marxiste.
Lors des élections fédérales allemandes de 1998, elle se présente comme candidate du PDS dans la circonscription de Dortmund, obtenant 3,25 % des suffrages exprimés. Lors des élections européennes de 2004, elle est élue députée européenne.
Au Parlement européen, elle est membre du comité chargé des affaires économiques et monétaires et de l'assemblée parlementaire Europe/Amérique latine,.
Dans le cadre de la fusion du PDS et de la WASG dans Die Linke, Wagenknecht envisage de se porter candidate au poste de coprésidente du nouveau parti. Toutefois, plusieurs leaders importants comme Lothar Bisky et Gregor Gysi l'en empêcheront, suspectant de sa part une trop grande complaisance à l'égard de l'ancien régime de la RDA. Balayée par la controverse, elle renonce à briguer le poste. Elle décroche un mandat direct (au scrutin majoritaire) de députée lors des élections fédérales allemandes de 2009 dans l'État de Rhénanie-du-Nord-Westphalie. Au Bundestag, elle devient porte-parole de Die Linke pour les questions économiques. Le 15 mai 2010, elle est élue vice-présidente du parti avec 75,3 % des voix du congrès.
Au printemps 2018, elle annonce travailler sur un nouveau mouvement politique, sur les modèles français et espagnols de La France insoumise et de Podemos. Celui-ci est créé le 4 août, sous le nom d'Aufstehen (le plus souvent traduit par « Debout »,, plus rarement par « Se lever »).
En février 2023, elle organise, avec Alice Schwarzer, une manifestation s'opposant à la livraison d'armes à l'Ukraine et demandant des pourparlers de paix avec la Russie, dans le contexte de l'invasion de l'Ukraine par la Russie.
En octobre 2023, Sahra Wagenknecht quitte Die Linke et fonde une association, l'Alliance Sahra Wagenknecht, en vue de créer un parti politique en janvier 2024,,. Le nouveau parti se donne notamment pour but de créer un mouvement de gauche anti-immigration afin de couper l'herbe sous le pied de l'Alternative pour l'Allemagne (AfD) lors des élections dans trois régions de l'est de l'Allemagne en septembre 2024.
Elle attire l'attention des médias grâce aux succès de son parti aux élections européennes de 2024, avec 6,2 % de voix au niveau national ; ainsi qu'aux élections régionales en Thuringe, en Saxe et en Brandebourg en septembre 2024, dominant la gauche allemande dans les trois Länder où cette élection a eu lieu.
Elle est candidate à la Chancellerie pour son parti aux élections fédérales de 2025, mais échoue de justesse à franchir le seuil de 5 % des voix nécessaires à l'obtention de sièges au Bundestag.

## Positions politiques

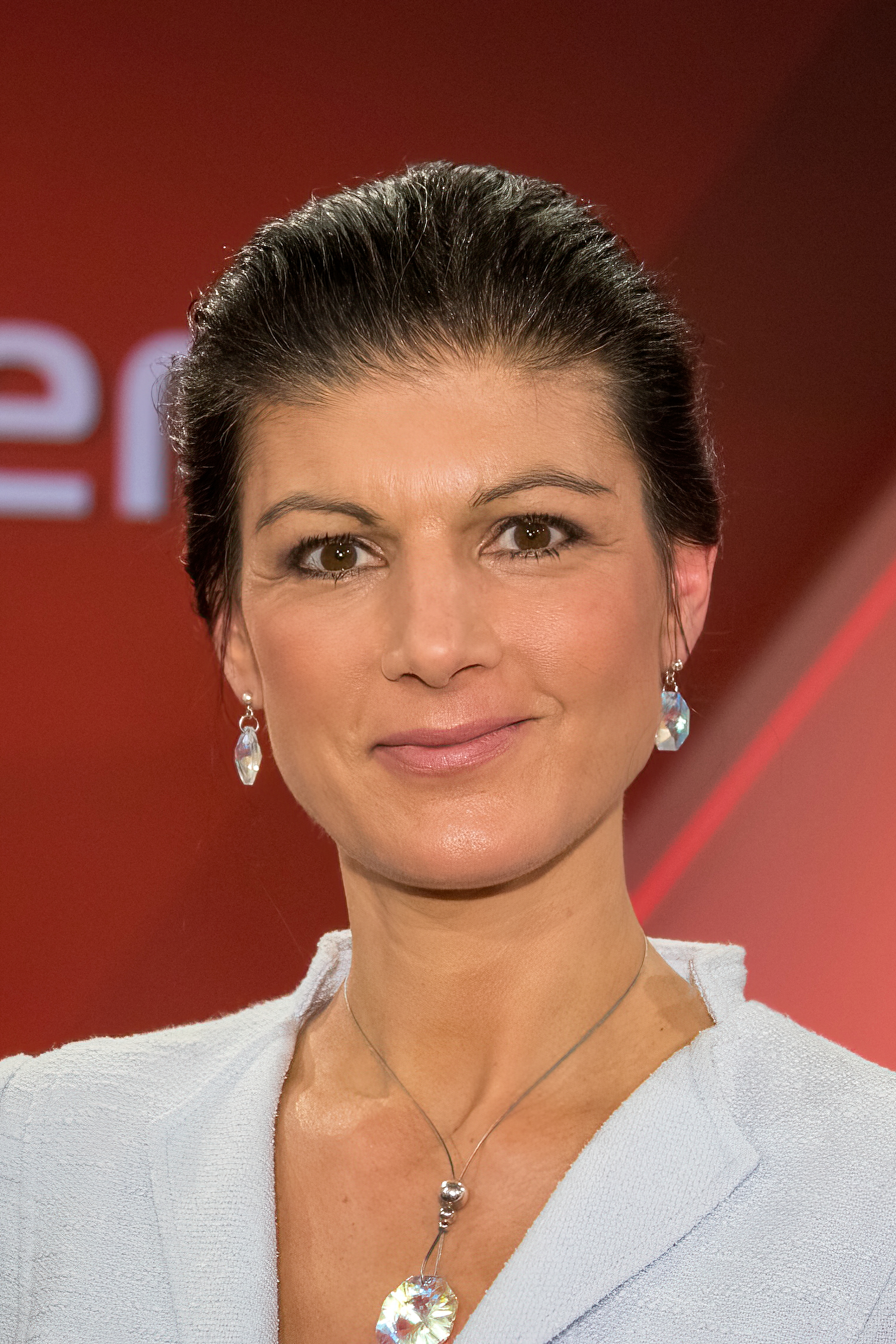
Sahra Wagenknecht en mars 2018.

Wagenknecht est une figure de l'aile gauche de Die Linke. Elle affirme que le parti devrait adopter une ligne plus radicale et anticapitaliste, qui la distinguerait clairement des Verts et du SPD. Elle a publiquement critiqué les gouvernements de coalition formés par Die Linke avec les sociaux-démocrates dans les Länder de l'est, en particulier dans le Land de Berlin, qui a opéré des coupes dans les dépenses sociales et a privatisé plusieurs services. Au sein de Die Linke, elle a longtemps été membre de la Plate-forme communiste (Die kommunistische Plattform), mais a depuis rejoint une autre tendance plus importante, la Gauche anticapitaliste.
Elle a fréquemment apporté un fort soutien aux gouvernements de gauche en Amérique latine, comme celui d'Hugo Chávez. Au Parlement européen, elle fait partie d'une délégation chargée d'entretenir des relations avec le Mercosur. Elle est par ailleurs opposée aux ventes d'armes à des pays en guerre, comme l'Arabie saoudite et la Turquie.
Elle condamne également les positions du parti de gauche envers le « wokisme », idéologie qu'elle rejette, et qu'elle considère comme n'étant pas de « gauche ».
Sur la question de l'immigration, elle s'oppose à une ouverture totale des frontières en septembre 2018, estimant que l’immigration de travailleurs étrangers augmente la concurrence sur le marché du travail et tire les salaires vers le bas. En revanche, elle défend le droit d’asile et s’est opposée à son durcissement. Sa volonté de réduire le nombre de réfugiés que doit accueillir l'Allemagne sur son territoire a parfois dérangé à gauche.
Sur la stratégie de lutte contre la pandémie de Covid-19, Sahra Wagenknecht s'oppose à la vaccination obligatoire et déclare ne pas être vaccinée elle-même.
Elle est à l'origine d'une manifestation appelant à un « soulèvement pour la paix » se déroulant le 25 février 2023, à Berlin, dans le contexte de la guerre en Ukraine.
En avril 2025, elle se prononce en faveur de l'attribution de présidences de commissions à l'AfD au Bundestag. Selon Wagenknecht, refuser à l'AfD des postes importants et d'autres droits formels au Bundestag depuis huit ans ne fait que renforcer ce parti, affirmant que ce serait un manque de respect des règles démocratiques,.